# Föglö
Föglö är en kommun på Åland med 502 invånare (2024). Kommunens yta är 1 869 km², varav merparten är vatten. Centralorten är Degerby.
Föglö kommun styrs och förvaltas i enlighet med kommunallagen för landskapet Åland (1997:73). Detta är en följd av den självstyrelse som Åland har sedan början av 1920-talet och som ger landskapet egen lagstiftningsbehörighet på många områden. 

## Geografi
Föglö är en kommun i Ålands södra skärgård och omfattar en arkipelag med många öar, holmar och skär. Kommunen har vattengräns mot Lemland, Lumparland, Vårdö, Sottunga, Kökar samt mot Sverige. Fast befolkning finns på flera större öar, medan fritidsbebyggelse förekommer även på många mindre holmar.
Föglö delas in i fem större områden, som skiljs åt av sund och förbinds med broar eller, i ett fall, med vajerfärja (Embarsundsfärjan). Kommunen omfattar ett tjugotal byar, varav några numera saknar permanent befolkning och reguljära förbindelser. De fem områdena och tillhörande byar är:
- Degerö: Degerby (centralort), Granboda, Stentorpa
- Sonbodalandet: Finholma, Sonboda, Näversholma
- Vargskär: Bänö, Jyddö, Nötö, Ulversö, Överö
- Västersocken: Björsboda, Bråttö, Flisö, Hummersö, Kallsö, Prästgården
- Östersocken: Brändö, Hastersboda, Horsholma, Sanda, Skogboda, Sommarö

Björkör, Järsö och Klovskär ligger avskilt och saknar fast förbindelse med övriga kommunen.

## Demografi

### Befolkningsutveckling
| Befolkningsutvecklingen i Föglö kommun 1910–2020               | Befolkningsutvecklingen i Föglö kommun 1910–2020 | Befolkningsutvecklingen i Föglö kommun 1910–2020 | Befolkningsutvecklingen i Föglö kommun 1910–2020 | Befolkningsutvecklingen i Föglö kommun 1910–2020 |
| -------------------------------------------------------------- | ------------------------------------------------ | ------------------------------------------------ | ------------------------------------------------ | ------------------------------------------------ |
|                                                                |                                                  |                                                  |                                                  |                                                  |
| År                                                             |                                                  |                                                  | Folkmängd                                        |                                                  |
| 1910                                                           | 1910                                             |                                                  | 1 457                                            |                                                  |
| 1920                                                           | 1920                                             |                                                  | 1 424                                            |                                                  |
| 1930                                                           | 1930                                             |                                                  | 1 418                                            |                                                  |
| 1940                                                           | 1940                                             |                                                  | 1 349                                            |                                                  |
| 1950                                                           | 1950                                             |                                                  | 1 188                                            |                                                  |
| 1960                                                           | 1960                                             |                                                  | 1 022                                            |                                                  |
| 1970                                                           | 1970                                             |                                                  | 684                                              |                                                  |
| 1980                                                           | 1980                                             |                                                  | 608                                              |                                                  |
| 1990                                                           | 1990                                             |                                                  | 606                                              |                                                  |
| 2000                                                           | 2000                                             |                                                  | 595                                              |                                                  |
| 2010                                                           | 2010                                             |                                                  | 580                                              |                                                  |
| 2020                                                           | 2020                                             |                                                  | 526                                              |                                                  |
| Anm: Uppgifterna avser förhållandena den 31 december varje år. |                                                  |                                                  |                                                  |                                                  |

### Språk
Befolkning efter modersmål den 31 december 2024.
| Språk    | Antal | Andel (%) |
| -------- | ----- | --------- |
| Svenska  | 410   | 81,7      |
| Estniska | 22    | 4,4       |
| Finska   | 19    | 3,8       |
| Lettiska | 16    | 3,2       |
| Rumänska | 15    | 3,0       |
| Ryska    | 3     | 0,6       |
| Thai     | 2     | 0,4       |
| Engelska | 0     | 0,0       |
| Övrigt   | 15    | 3,0       |
| Totalt   | 502   | 100,0     |

## Näringsliv

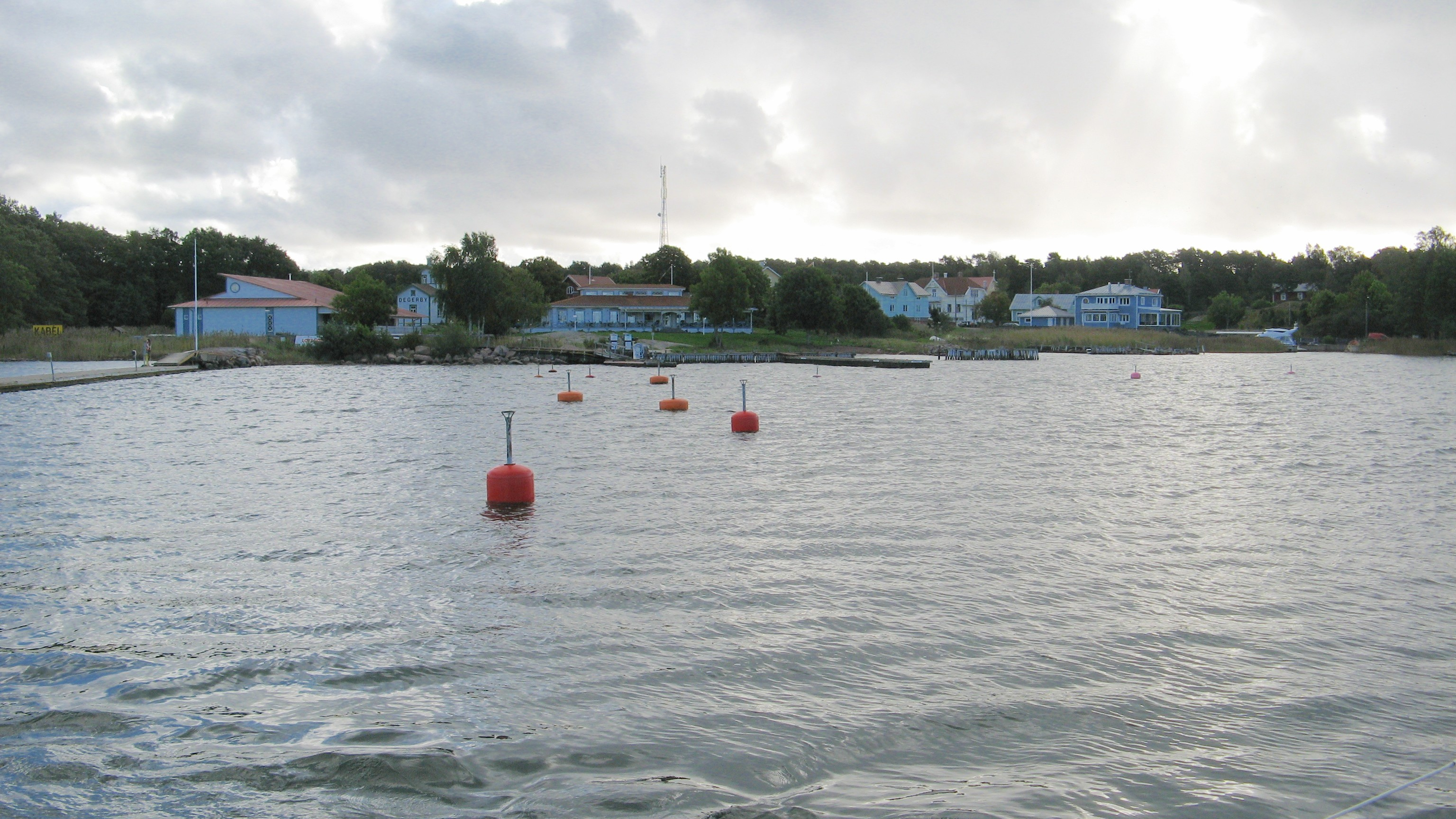
Lotsuddens gästhamn.

En viktig näring i kommunen är fiskindustrin. Fyra fiskodlings- och fiskförädlingsföretag är etablerade med försäljning i första hand till den finska marknaden. Företagen står för cirka sextio arbetsplatser i Föglö. 
Sammanlagt finns ett femtiotal företag i kommunen, många av dem enmansfirmor. De flesta är verksamma inom serviceyrken som byggtjänster, taxi, frisör och friskvård, andra är turistföretag som stugbyar, gästhamnar och matställen. Vidare finns 38 registrerade lantbrukslägenheter men på endast ett fåtal är jordbruket huvudsyssla. Flertalet har marken utarrenderad. I Degerby finns också ett båtvarv. 
Kommunen är en stor arbetsgivare, som erbjuder sysselsättning främst inom barn- och äldreomsorgen samt grundskolan. Många Föglöbor får sin utkomst som sjömän, både ombord på landskapets färjor och de kommersiella rederiernas fartyg.

## Kommunikationer

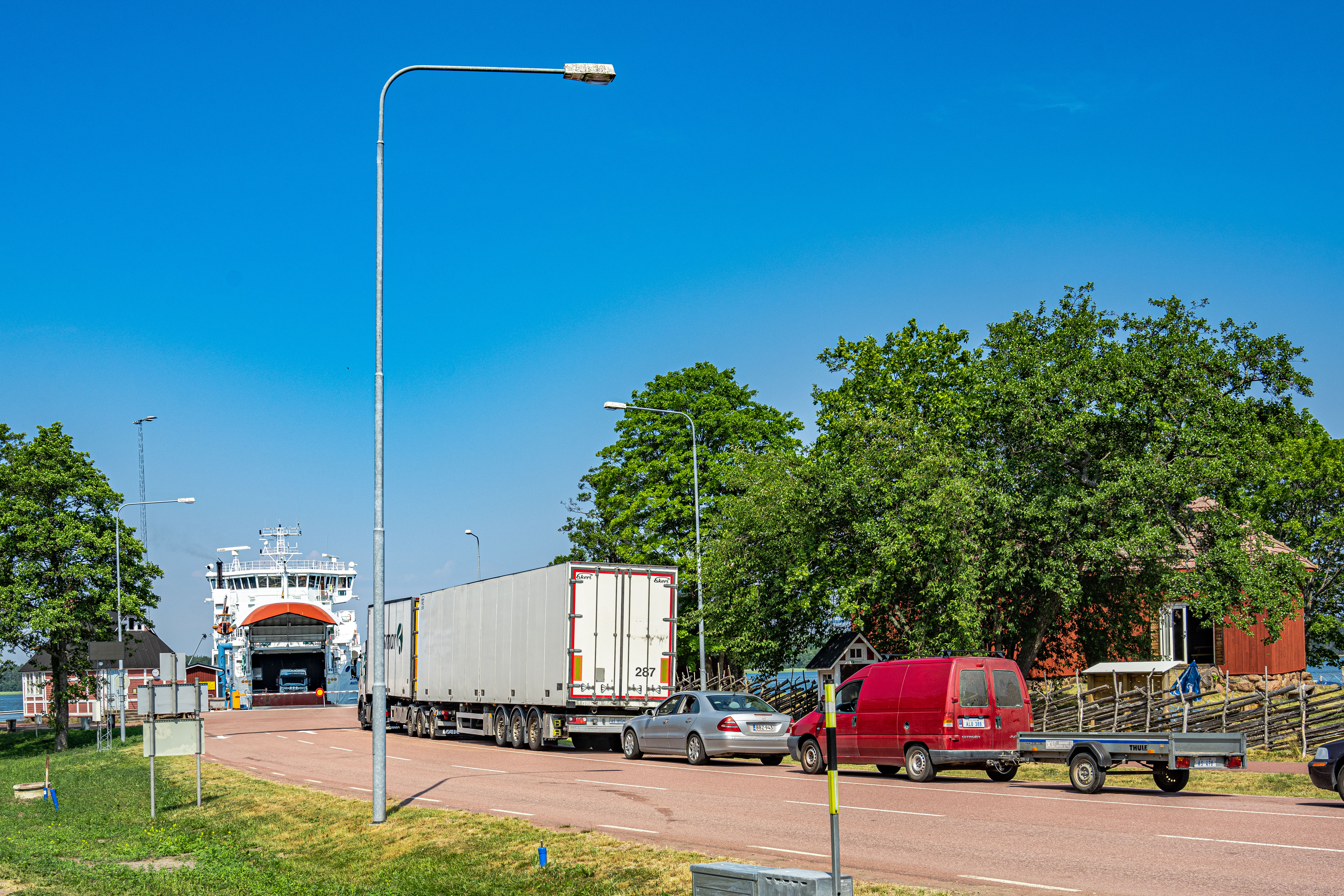
Degerby färjfäste. Skärgårdsfärjan Skarven i trafik mellan Lumparland och Degerby har just lagt till. Bilar väntar på att köra ombord. 28 juni 2022.

Den viktigaste förbindelsen mellan Föglö och resten av Åland är Föglölinjen, bilfärjan mellan Svinö i Lumparland och Degerby. Den inrättades i december 1957 efter att ha diskuterats sedan början av 1950-talet. Överfarten tar ungefär en halvtimme. Trafiken upprätthålls av landskapet Åland och går enligt turlista hela dygnet utom nattetid.
En annan färjförbindelse finns mellan Långnäs i Lumparland på fasta Åland och Överö i Vargskär. Den utgör en del av den Södra linjen som fortsätter till Kökar och sedan till Galtby i den åboländska skärgården. 

Fasta förbindelser mellan Åland och Föglö har diskuterats till och från, både broar och tunnlar. En tunnel utreddes senast 2014, men ansågs för dyr. Beräkningarna landade på cirka 225 miljoner euro.

## Historia
Föglö kommun tillkom när de gamla församlingarna i Finland (kyrksocknarna och kapellen) organiserades om enligt 1865 års förordning om kommunalförvaltning. Föglö församling behöll ansvaret för de kyrkliga frågorna, medan ett nytt förvaltningsorgan inom samma geografiska område, Föglö landskommun (numera Föglö kommun),  övertog ansvaret för världsliga uppgifter.

### Jordbruk och fiske
På 1800-talet var de viktigaste näringarna i Föglö jordbruk med boskapsskötsel, fiske, främst efter strömming men också fjällfisk som gädda och abborre, samt seglation och säljakt. ”Föglö ost är ryktbar”, konstaterar postexpeditören Mathias Weckström i sitt geografiska lexikon från 1851. Den bästa osten tillverkades på Husö (i Sottunga) samt i byarna i norra delen av Föglö, Jyddö, Bänö, Ulversö, Överö och Nötö. Exporten från Föglö (inklusive dåvarande kapellen Sottunga och Kökar) utgjordes årligen av 1500 tunnor strömming, 5 tunnor saltade gäddor, 3000 lispund levande fisk, mellan 60 och 70 tunnor sälspäck, 300 famnar barrved, 100 levande kreatur, 20 tunnor nötkött, 700 lispund fårkött, 300 lispund ost och 50 lispund smör.

### Sjöfart
Under andra halvan av 1800-talet blev fraktsjöfart en allt viktigare näring i kommunen. Större segelskutor införskaffades som kunde bege sig på längre resor. För det mesta köptes begagnade fartyg, men en del byggdes också i kommunen, flera i Granboda, enstaka i Nötö, Skogboda och Sonboda. Men sjöfarten blev aldrig riktigt lyckosam. Haverierna var många, åtskilliga påmönstrade Föglösjömän återvände aldrig hem. Exempelvis försvann briggen Toivo med hela sin besättning hösten 1894 på resa från Köpenhamn till Lovisa. Åtta Föglöbor drunknade inklusive befälhavaren, 60-årige östersjöskepparen Vilhelm Karlsson från Sonboda. I början av 1900-talet hade motgångarna blivit så många att lusten att investera i nytt tonnage var borta och fraktsjöfarten som näring i kommunen dog ut.

### Historiska sevärdheter
- Degerby utvecklades under 1800-talet till ett tjänstemannasamhälle med tullkammare och lotsstation tack vare läget invid farleden mellan Sverige och Finland. Samhället har en välbevarad trähusbebyggelse från den tiden och är en populär anhalt för båtfolk sommartid.

- Föglö kyrka, uppförd på medeltiden, ligger cirka fyra kilometer från Degerby. Kyrkan byggdes om i mitten på 1800-talet till en korskyrka och har också senare renoverats ganska hårdhänt.

- Föglömuseet ligger invid färjfästet i Degerby i ett gammalt tullpackhus från 1820-talet. Det drivs av Föglö hembygdsförening.

- Lotsstugan i Degerby är också ett museum som drivs av Föglö hembygdsförening. Museet ligger invid Restaurang Seagram i Degerby. Utställningen återger hur verksamheten såg ut under 1900-talet.

- Gästhemmet Enigheten i Degerby är en före detta bondgård som också fungerade som gästgiveri och tingsplats. Gästgiveriet har sannolikt anor från medeltiden och fungerade som anhalt för sjöfarare mellan Sverige och Finland.

- Björkör är ett traditionellt skärgårdshemman, numera naturreservat. Det omfattar holmen Björkör med omgivande arkipelag. Björkör saknar reguljära förbindelser.

- Gloskär är en mindre holme i skärgården söder om Föglö. Där finns resterna av ett gammalt spetälskehospital som existerade en kortare period på 1600-talet. Också Gloskär saknar reguljära förbindelser.

- I byn Finholma finns en minnessten över av Finlands första baptistiska dopförrättning 1856 och bildandet av Finlands första baptistförsamling.[9]

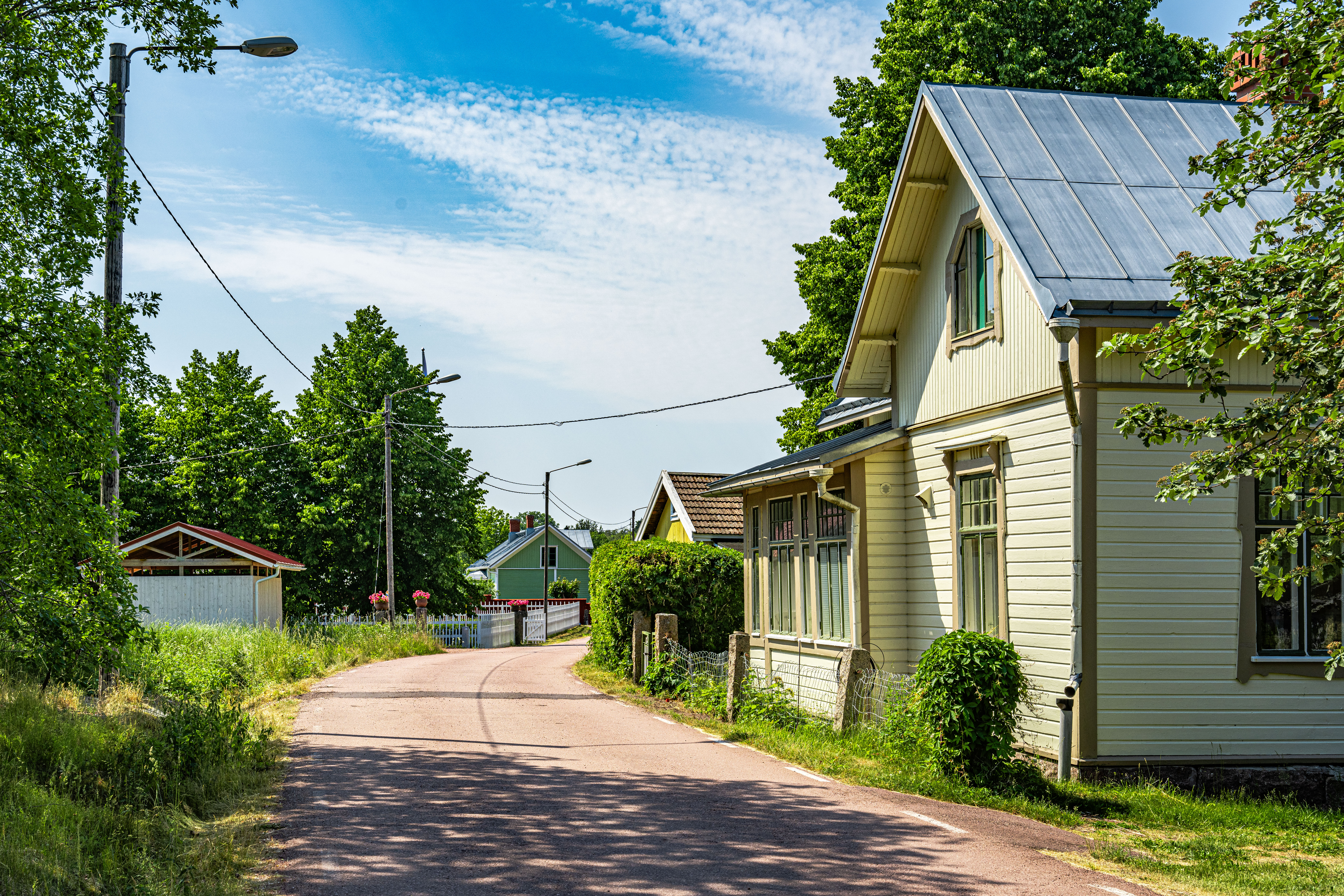
Trähusbebyggelse i Degerby.
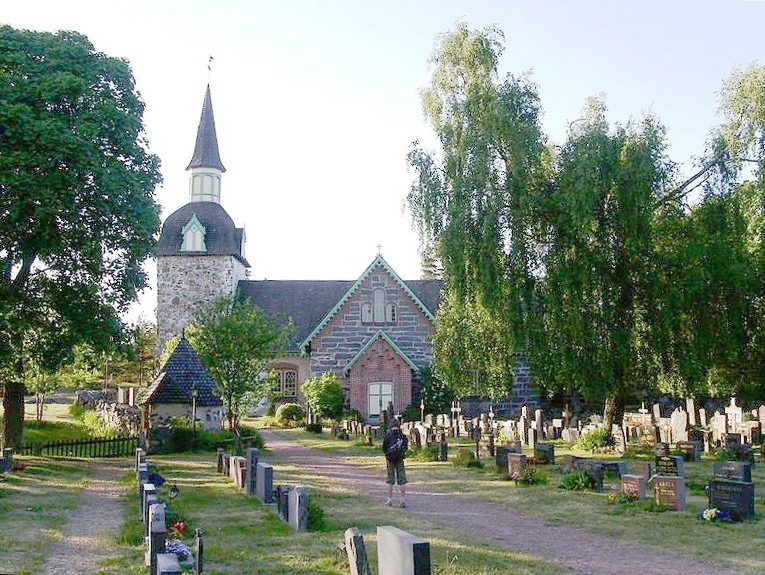
Föglö kyrka.
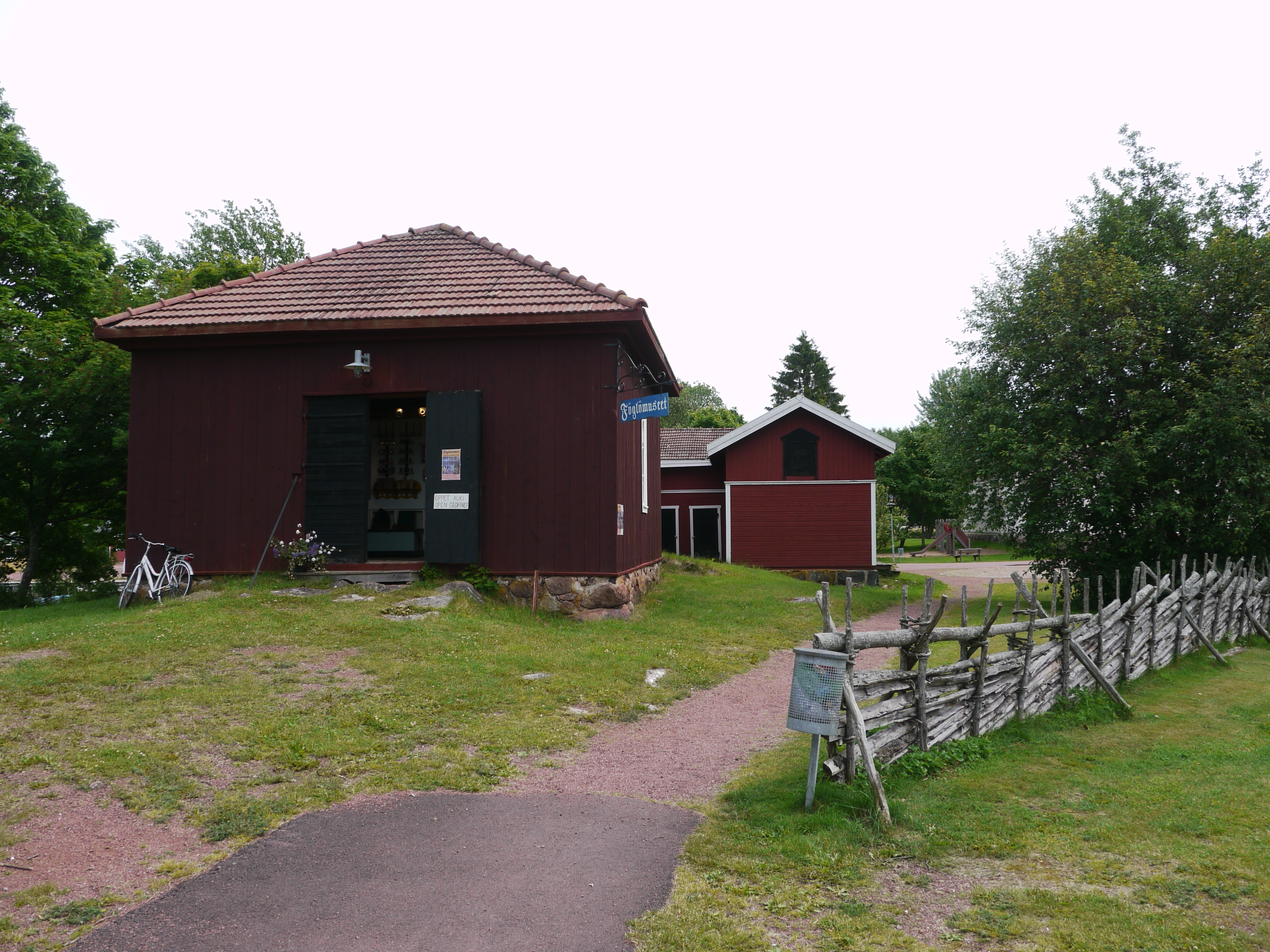
Föglömuseet.
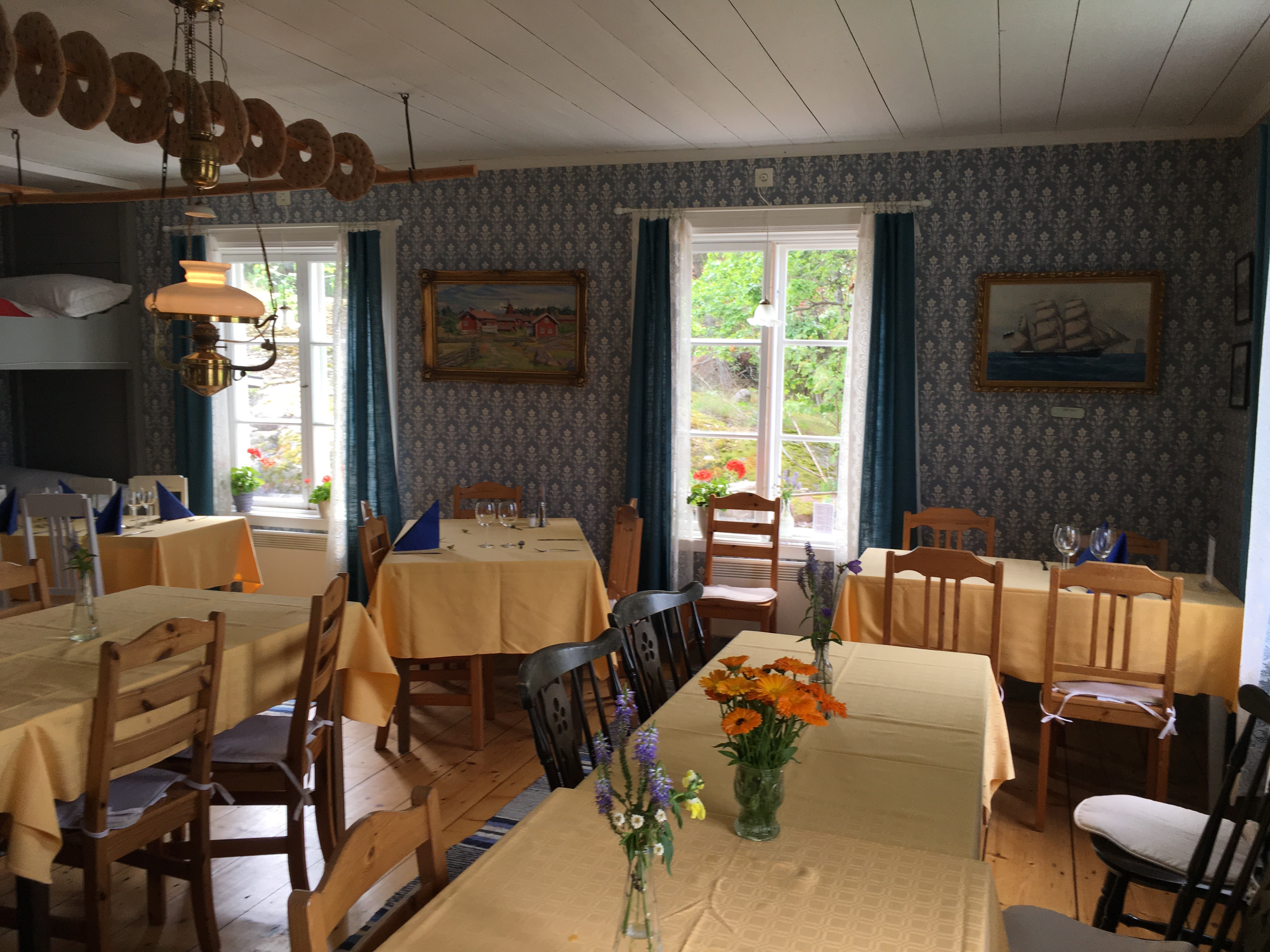
Enigheten i Degerby.

## Kommunvapen

Föglö vapen.

Föglö kommuns vapen antogs av kommunalfullmäktige den 15 september 1948 och fastställdes av Ålands landskapsnämnd den 31 oktober 1951. 
Blasonering: I blått fält tre uppflygande gyllene andfåglar, ställda 2–1.

### Fotnoter
1. 1 2 3  ”Statistisk årsbok | Ålands statistik- och utredningsbyrå”. www.asub.ax. https://www.asub.ax/sv/statistisk-arsbok-0. Läst 21 augusti 2024.
2. 1 2  ”BE004 -- Befolkning efter kommun och år”. ÅSUBs PX-Web databaser. Ålands statistik- och utredningsbyrå (ÅSUB). https://pxweb.asub.ax/PXWeb/pxweb/sv/Statistik/Statistik__BE__Befolkningens%20storlek%20och%20struktur/BE004.px/. Läst 21 augusti 2024.
3. 1 2 3 4  ”BE032 -- Befolkning efter år, kommun och språk”. ÅSUBs PX-Web databaser. Ålands statistik- och utredningsbyrå (ÅSUB). https://pxweb.asub.ax/PXWeb/pxweb/sv/Statistik/Statistik__BE__Befolkningens%20storlek%20och%20struktur/BE032.px/. Läst 22 augusti 2024.
4. ↑  ”Näringsliv”. Föglö kommun. https://www.foglo.ax/naringsliv. Läst 3 oktober 2024.
5. ↑  Dreijer 1972, s. 175.
6. ↑  Lindh, Kurt (1998). Det åländska samhället. sid. 107. ISBN 952-90-9864-2
7. ↑  Weckström 1852, s. 21.
8. ↑  Eklund 1950, s. 209 f.
9. ↑  ”Betelkyrkan”. Skillnaden.net. Arkiverad från originalet den 7 mars 2016. https://web.archive.org/web/20160307173605/http://www.skillnaden.net/info/helsingfors.htm. Läst 15 januari 2016.
10. ↑  Riksarkivet, Helsingfors. Heraldica I > I Vaakunat (1860-1997), I:15, Ahvenanmaan kuntien vaakunat (1947–1987): Tiedosto 12 (1951-10-31), https://astia.narc.fi/uusiastia/viewer/?fileId=5743115635&aineistoId=519615933.